# Llista de museus de Luxemburg
Aquesta és una llista de museus de Luxemburg.
- Am Tunnel
- Casino Luxembourg
- Centre Nacional Audiovisual
- Parc Industrial i del Ferrocarril de Fond-de-Gras
- Museu d'Història de la Ciutat de Luxemburg
- Museu d'Art Modern Gran Duc Joan
- Museu Nacional de Mineria (Luxemburg)
- Museu Nacional d'Història i d'Art de Luxemburg
- Museu Nacional d'Història Militar (Luxemburg)
- Museu Nacional d'Història Natural (Luxemburg)
- Museu de la Resistència Nacional (Luxemburg)
- Fototeca de Ciutat de Luxemburg
- Museu de les Tres Glans
- Museu de Prehistòria d'Echternach
- Museu Tudor
- Villa Vauban
- Castell de Wiltz
- Museu del Vi d'Ehnen